# Amtsgericht Jüterbog

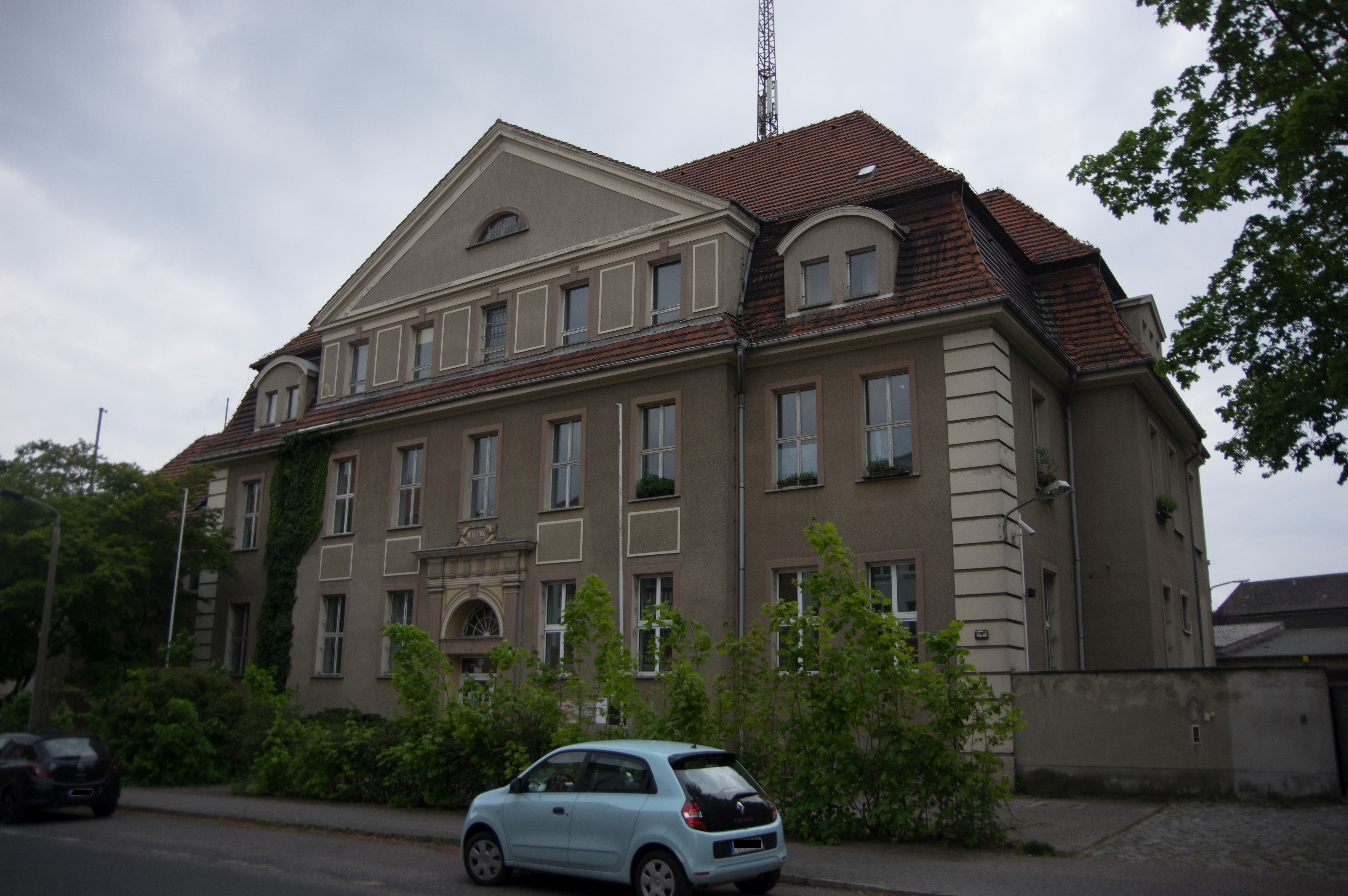
Ehem. Amtsgerichtgebäude (2019)

Das Amtsgericht Jüterbog war ein preußisches Amtsgericht mit Sitz in Jüterbog, Provinz Brandenburg.

## Geschichte
Ab 1849 bestand das Kreisgericht Jüterbog. Übergeordnet war das Appellationsgericht Frankfurt a. d. Oder. Im Rahmen der Reichsjustizgesetze wurden diese Gerichte aufgehoben und reichsweit einheitlich Oberlandes-, Land- und Amtsgerichte gebildet. Das königlich preußische Amtsgericht Jüterbog wurde mit Wirkung zum 1. Oktober 1879 als eines von elf Amtsgerichten im Bezirk des Landgerichtes Potsdam im Bezirk des Kammergerichtes gebildet. Der Sitz des Gerichtes war die Stadt Jüterbog. Sein Gerichtsbezirk umfasste den Kreis Jüterbog-Luckenwalde ohne die Teile, die den Amtsgerichten Baruth, Dahme, Luckenwalde und Treuenbrietzen zugeordnet waren. Am Gericht bestanden 1880 zwei Richterstellen. Das Amtsgericht war damit ein mittelgroßes Amtsgericht im Landgerichtsbezirk.
Nach dem Zweiten Weltkrieg wurden die Gerichte neu zugeordnet. Das Amtsgericht Jüterbog war von 1945 bis 1951 dem Landgericht Cottbus und 1951 bis 1952 dem Landgericht Potsdam zugeordnet. Im Jahre 1952 wurden in der DDR die Amtsgerichte abgeschafft und stattdessen Kreisgerichte gebildet. Jüterbog kam zum Kreis Jüterbog, zuständiges Gericht war damit das Kreisgericht Jüterbog. Das Amtsgericht Jüterbog wurde aufgehoben und auch nach der Wende nicht neu gebildet.

## Sitz

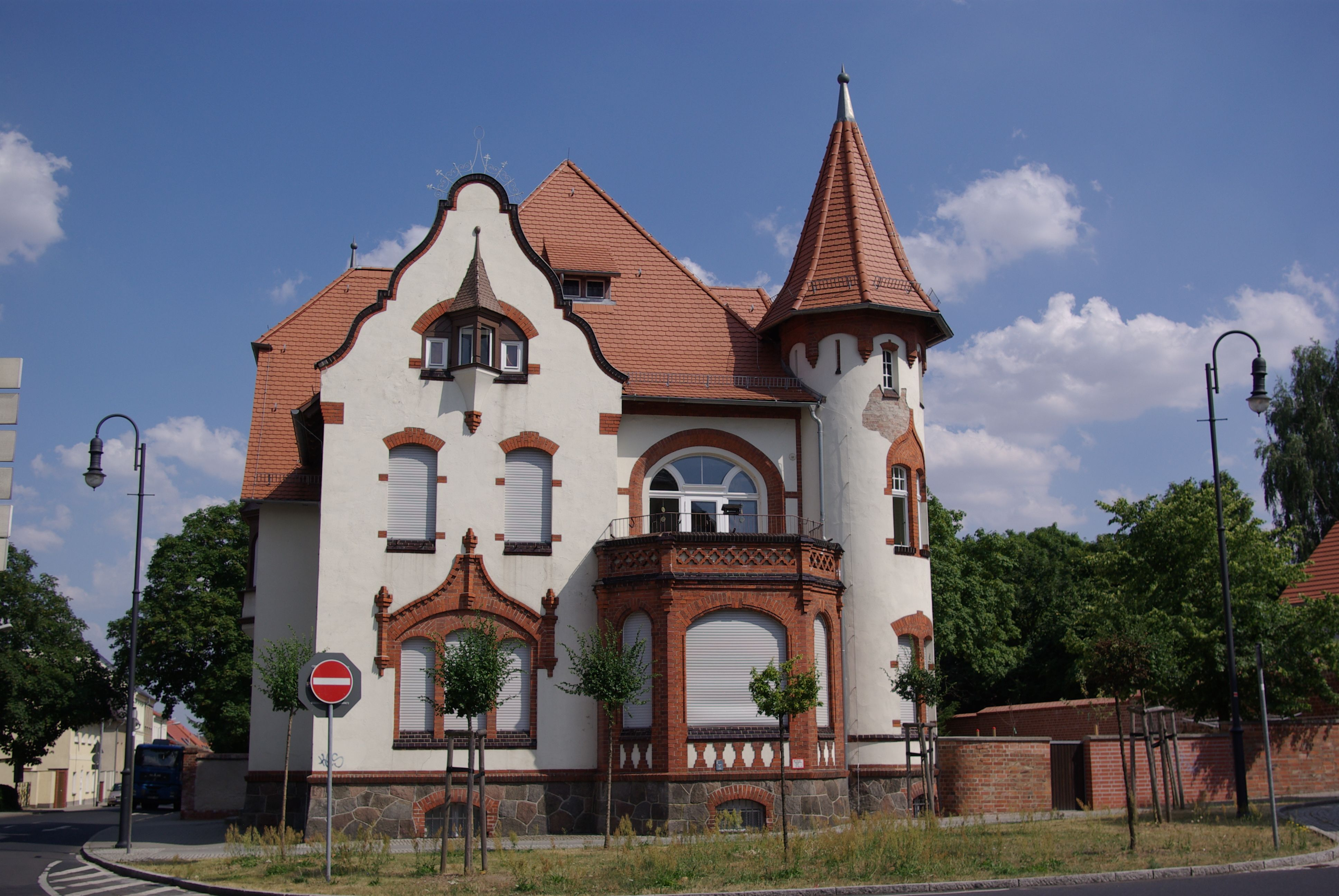
Villa Dalichow, kurzzeitig Sitz des Gerichtes (2010)

Sitz der Gerichtes war das Amtsgerichtsgebäude Schillerstraße 55, 57. Es steht als Baudenkmal unter Denkmalschutz. Von 1946 bis 1948 nutzte das Amtsgericht die ebenfalls denkmalgeschützte Villa Dalichow, Oberhag 2.